# 奥氏长耳蝠
奥氏长耳蝠（学名：Plecotus ognevi）也称远东长耳蝠、大耳蝠、褐大耳蝠，一种分布于哈萨克斯坦、俄罗斯西伯利亚南部、蒙古国、中国北方、朝鲜半岛等地区的蝙蝠，隶属于蝙蝠科长耳蝠属。
本种曾被视为普通长耳蝠（Plecotus auritus）的一个亚种，2006年研究人将本种提升为独立种。

## 形态特征
奥氏长耳蝠体型中等，前臂长36～46毫米，颅全长16.31～18.8毫米。毛色变化较大，背毛一般为黑褐色或灰褐色，腹毛浅褐色或灰色染有灰黄色。